# دهه ۱۵۰۰ (پیش از میلاد)
دهه ۱۵۰۰ (پیش از میلاد) صد و پنجاهمین دهه قبل از مبدا شروع تقویم میلادی است.